# Азимов, Сергей Жумабаевич
Сергей Жумабаевич Азимов (каз. Сергей Жұмабайұлы Әзімов; род. 30 июня 1954, Нукус) — советский и казахстанский кинорежиссёр, член Союза кинематографистов СССР (1982), лауреат премии Ленинского комсомола Казахстана (1990), заслуженный деятель Казахстана (1996).

## Биография
Родился 30 июня 1954 года в городе Нукус Каракалпакской АССР. По происхождению Сергей Азимов является потомком казахского хана Младшего жуза Абулхаира. С 1970 года литературный сотрудник районной газеты, помощник, ассистента режиссёра студии «Казахтелефильм». В 1973 году поступил на режиссёрский факультет во Всесоюзного государственного института кинематографии. В 1978 году окончил режиссёрское отделение ВГИКа, отделение документального кино, мастерскую Р. Л. Кармена.
Азимов создал документальные фильмы «Интервал» (1982), «Кольцо» (1983), «Жоктау. Хроника мёртвого моря» (1989—1990), отмеченные на Всесоюзных и Международных кинофестивалях. Автор сценария фильма «Ровесник Республики» в соавторстве с Б. Каирбековым, Р. Альпиевым (1999). В 1993—1996 годах независимый продюсер, кинорежиссёр. С 1996—1997 годов заведующий сектором пресс-службы Президента Республики Казахстан. В 1997—2001 годах заместитель генерального директора, исполнительный директор филиала «Телерадиокомплекс Президента РК» в Алма-Ате. Азимов совместно с Б. Каирбековым выпустил первую группу режиссёров-документалистов в Казахской национальной академии искусств им. Т. Жургенова. В 2001—2002 годах главный продюсер ТПО-I ЗАО «Агентство «Хабар». С мая 2002 по ноябрь 2007 года генеральный директор РГКП «Национальная компания «Казахфильм» им. Ш. Айманова.
Автор известных документальных фильмов, таких как «Фильмы встречаются в Алма-Ате» (1986), «Заповедное место» (1989). «Неизвестные страницы жизни Избранного» (1997), «Я называю Абая отцом» (1997), «Фестиваль. Итоги и надежды» (1998), «История одной любви» (2001), «Ничего невозможного нет» (2001) и других.

## Награды
- 1996 - заслуженный деятель Казахстана
- 2006 - Орден Курмет
- 2014 - Орден Парасат
- медали